# Nauruz Żapakow
Nauruz Żapakow (ros. Науруз Жапаков, ur. 16 maja 1914 w aule Kok-Uzjak, zm. 13 marca 1975) – radziecki polityk narodowości karakałpackiej.

## Życiorys
Początkowo pracował jako robotnik rolny, później skończył 7-klasową szkołę średnią, pracował jako nauczyciel w szkołach i redagował rejonową gazetę pionierską "Żetkinczek". Sekretarz Karakałpackiego Komitetu Obwodowego Komsomołu, od 1942 w WKP(b), od 1943 do października 1946 sekretarz Karakałpackiego Komitetu Obwodowego Komunistycznej Partii (bolszewików) Uzbekistanu ds. agitacji i propagandy. Od października 1946 do 1952 przewodniczący Rady Ministrów Karakałpackiej ASRR, 1952-1955 słuchacz Wyższej Szkoły Partyjnej przy KC WKP(b)/KPZR, 19555-1956 przewodniczący Prezydium Rady Najwyższej Karakałpackiej ASRR, od 1956 do 24 marca 1959 ponownie przewodniczący Rady Ministrów Karakałpackiej ASRR. Zasłużony Działacz Nauki Uzbeckiej SRR (1974) i Karakałpackiej ASRR (1964).

## Odznaczenia
- Order Lenina
- Order Czerwonej Gwiazdy
- Order „Znak Honoru” (dwukrotnie)